# 2月8日 (旧暦)
旧暦2月8日（きゅうれきにがつようか）は、旧暦2月の8日目である。六曜は先負である。

## できごと
- 元禄8年（グレゴリオ暦1695年3月22日） - 江戸で大火。6万4000戸焼失。
- 天保2年（グレゴリオ暦1831年3月21日） - 大坂・安治川に土砂が溜った為、江戸幕府が諸町に川浚えの触れを発布。浚った土砂で天保山を造成
- 明治2年（グレゴリオ暦1869年3月20日） - 「新聞紙刊行条例」制定。新聞の発行を許可

## 誕生日
- 天正2年（ユリウス暦1574年3月1日） - 結城秀康[1]、武将・初代福井藩主・徳川家康の次男（+ 1607年）
- 元禄5年（ユリウス暦1692年3月15日） - 徳川継友、尾張藩主（+ 1731年）
- 正徳6年（ユリウス暦1716年3月1日） - 伊藤若冲、江戸時代の画家（+ 1800年）

## 忌日
- 孝霊天皇76年（ユリウス暦紀元前215年3月27日） - 孝霊天皇、7代天皇
- 寛弘5年（ユリウス暦1008年3月17日） - 花山天皇、 65代天皇（* 968年）
- 安永5年（グレゴリオ暦1776年3月27日） - 池田継政、 第3代岡山藩主（* 1702年）

## 記念日・年中行事
- 針供養
- 御事始め - その年の農事等雑事を始める